# Anoba ovalis
Anoba ovalis là một loài bướm đêm trong họ Erebidae.